# Rouet d’or
 (mai 2021).
La mise en forme du texte ne suit pas les recommandations de Wikipédia : il faut le « wikifier ».
Les points d'amélioration suivants sont les cas les plus fréquents. Le détail des points à revoir est peut-être précisé sur la page de discussion.
- Les titres sont pré-formatés par le logiciel. Ils ne sont ni en capitales, ni en gras.
- Le texte ne doit pas être écrit en capitales (les noms de famille non plus), ni en gras, ni en italique, ni en « petit »…
- Le gras n'est utilisé que pour surligner le titre de l'article dans l'introduction, une seule fois.
- L'italique est rarement utilisé : mots en langue étrangère, titres d'œuvres, noms de bateaux, etc.
- Les citations ne sont pas en italique mais en corps de texte normal. Elles sont entourées par des guillemets français : « et ».
- Les listes à puces sont à éviter, des paragraphes rédigés étant largement préférés. Les tableaux sont à réserver à la présentation de données structurées (résultats, etc.).
- Les appels de note de bas de page (petits chiffres en exposant, introduits par l'outil «  Source ») sont à placer entre la fin de phrase et le point final[comme ça].
- Les liens internes (vers d'autres articles de Wikipédia) sont à choisir avec parcimonie. Créez des liens vers des articles approfondissant le sujet. Les termes génériques sans rapport avec le sujet sont à éviter, ainsi que les répétitions de liens vers un même terme.
- Les liens externes sont à placer uniquement dans une section « Liens externes », à la fin de l'article. Ces liens sont à choisir avec parcimonie suivant les règles définies. Si un lien sert de source à l'article, son insertion dans le texte est à faire par les notes de bas de page.
- La présentation des références doit suivre les conventions bibliographiques. Il est recommandé d'utiliser les modèles {{Ouvrage}}, {{Chapitre}}, {{Article}}, {{Lien web}} et/ou {{Bibliographie}}. Le mode d'édition visuel peut mettre en forme automatiquement les références.
- Insérer une infobox (cadre d'informations à droite) n'est pas obligatoire pour parachever la mise en page.

Pour une aide détaillée, merci de consulter Aide:Wikification.
Si vous pensez que ces points ont été résolus, vous pouvez retirer ce bandeau et améliorer la mise en forme d'un autre article.
Le Rouet d’or (en tchèque: Zlatý kolovrat), op. 109, B. 197, est un poème symphonique  en Fa majeur d’Antonín Dvořák composé entre le 15 janvier et le 25 avril 1896 et créé le 26 octobre de la même année à Londres par Hans Richter.
Zlatý kolovrat est le troisième des 4 poèmes symphoniques composés par Dvořák d’après les ballades du recueil poétique Kytice (« Le Bouquet ») du poète tchèque Karel Jaromír Erben à son retour des États-Unis. Il est précédé de L’Ondin et de la Sorcière du Midi et suivi de la Colombe sauvage. Les sujets de ces poèmes sont souvent violents et cruels. En cela, ils ne correspondent pas au concept Lisztien du poème symphonique définit comme une forme d’art idéalisé. Dvořák se rapprochera toutefois de cette conception dans son dernier poème symphonique, Le chant d’un héros (en tchèque: Píseň bohatýrská), Op. 111, B. 199.

## Poème
La ballade d’Erben est un poème d’une soixantaine de strophes réparties en six séquences.
Dans une forêt, un roi s’est perdu a la chasse. Il aperçoit une cabane et s’y arrête pour demander de l’eau. Une jeune fille, Dora (Dornicka) lui ouvre la porte (« Une jeune fille apparut comme une fleur »). Le roi, ébloui par sa beauté, lui déclare son amour et lui demande sa main. À quoi Dornicka répond que la demeure est la propriété de sa mère adoptive et de sa fille et qu’elle ne peut lui répondre sans l’accord de sa marâtre (« Ah! Monsieur, je n’ai d’autre volonté que ce que veut ma mère »). Il lui faudra revenir demain.
Le lendemain, le roi revient et ordonne à la vieille dame de lui donner sa fille adoptive en échange d’or et de richesse. La mère lui conseille de prendre sa fille à la place (« au lieu de ma belle fille, je te donne la mienne; »). Elle est en tout point semblable à Dornicka. Le roi refuse catégoriquement (« Ton avis est mauvais, la vieille »), la sommant d’emmener Dornicka à son château, demain, dès l’aurore.
Tôt le matin, la mère s’affaire pour le départ (« Lève-toi, ma fille, il est temps »). En route vers le château, Dornicka s’inquiète de voir sa mère et sa petite sœur emporter couteau et hache (« Maman, chère maman, dites-moi, pourquoi emportez-vous ce couteau? »). Arrivé au plus profond de la forêt, la mère, aidée de sa fille, décapite Dornicka (« Oh! C’est toi le serpent, c’est toi la bête »), lui arrachant les yeux, les bras et les jambes, qu’elles emportent au château, laissant le corps sur place. Sans se douter de rien, le roi les accueille au château pour les noces dont les réjouissances dureront sept jours. Au huitième, le roi part à la guerre (« Porte-toi bien, ma dame, je m’en vais à la guerre cruelle »).
Dans la forêt, un vieil homme porte les restes de Dornicka au fond d’une grotte (« Au plus profond des bois déserts, qu’est devenue la jeune fille? »). Le magicien demande alors à son fils (« Lève-toi jouvenceau, le temps presse ») d’aller porter au château le rouet d’or en exigeant en échange les jambes de la jeune fille. De retour dans la grotte, le magicien redonne au corps de la jeune fille ses deux jambes , les greffant grâce à de l’eau vive (« Mon garçon, donne moi de l’eau vive »). À deux reprises, le fils retournera au château, exigeant pour un fuseau d’or, deux bras et pour une quenouille d’or, deux yeux. Toutes les parties de son corps ayant été retrouvées, Dornicka se réveille, seule.
Trois semaines plus tard, le roi revient de la guerre (« Et comment vas-tu ma chère dame ? »). La Reine lui montre le rouet d’or et le roi lui demande de filer pour lui. Le rouet révèle la vérité (« Tu es venue duper le roi »). Le roi se précipite alors dans la forêt.
Le roi retourne au château avec Dornicka où de nouvelles noces sont fêtées. La mère et la petite sœur connaissent le même sort que celui qu’elles avaient fait subir à Dornicka (« Et qu’advint-il de la vieille mère ? »). Le rouet d’or quant à lui (« Et qu’advint-il du rouet d’or ? ») ne fut plus jamais revu, ni entendu.
Un thème similaire à celui du Rouet d’or se retrouve parmi les contes populaires du sud de la Russie. La Source de vie (Water of Life) – qui signifie le ruissellement de l'eau, libérée par le soleil d’été – redonne vie à tout corps qui y est plongé. Le meurtre est révélé par le tournoiement du rouet ou, dans d’autres histoires par le biais d’une tige de roseau.

## Orchestration
| Instrumentation du Rouet d'or                                                        |
| Cordes                                                                               |
| premiers violons, seconds violons, altos, violoncelles, contrebasses                 |
| Bois                                                                                 |
| 2 flûtes, 2 hautbois, 1 cor anglais 2 clarinettes en si, 2 bassons et 1 contrebasson |
| Cuivres                                                                              |
| 4 cors en mi, 2 trompettes en mi, 3 trombones (ténor, alto et basse), 1 tuba         |
| Percussions                                                                          |
| timbales, grosse-caisse, triangle, cymbales, harpe                                   |

La durée d’exécution est de 26 minutes environ.

## Forme musicale
Le plus long des 4 poèmes symphoniques de Dvorak sur les ballades d’Erben se déploie en suivant de très près la forme narrative et ne répond à aucun forme musicale fixe. C’est aussi le seul à avoir subi des coupures. Une autre version de l’œuvre existe également, remaniée par Joseph Suk. Dans cette version, l’œuvre est amputée de 5 minutes environ, en partie en limitant les 3 aller-retour au château par le fils du magicien à un seul.
Plusieurs thèmes parcourent toute l'œuvre. Le passage musical d'ouverture dépeignant le roi à cheval et sa rencontre avec Dornicka joue un rôle clé. 
Le meurtre de Dornicka ressemble à un scherzo, forme surprenante au regard de la scène morbide qu’il décrit.

## Repères discographiques
Complete symphonic poems de Antonín Dvořák 1841-1904., Neeme. Järvi, Scottish National Orchestra. Lien OCLC WorldCat: http://www.worldcat.org/oclc/43272428
Dvorak symphonic poems de Antonín Dvořák 1841-1904., Nikolaus. Harnoncourt, Concertgebouworkest.  Lien OCLC WorldCat: http://www.worldcat.org/oclc/880047960
Slavonic dances : opp. 46 & 72 ; Overtures & symphonic poems de Antonín Dvořák 1841-1904., Rafael Kubelík 1914-1996., Bayerischer Rundfunk. Orchester. Lien OCLC WorldCat:  http://www.worldcat.org/oclc/50246353
Tone poems de Antonín Dvořák 1841-1904., Simon Rattle 1955-, Berliner Philharmoniker. , EMI Classics. Lien OCLC WorldCat : http://www.worldcat.org/oclc/319211669